# Menorah Center
Koordinaten: 48° 27′ 50″ N, 35° 3′ 11,5″ O

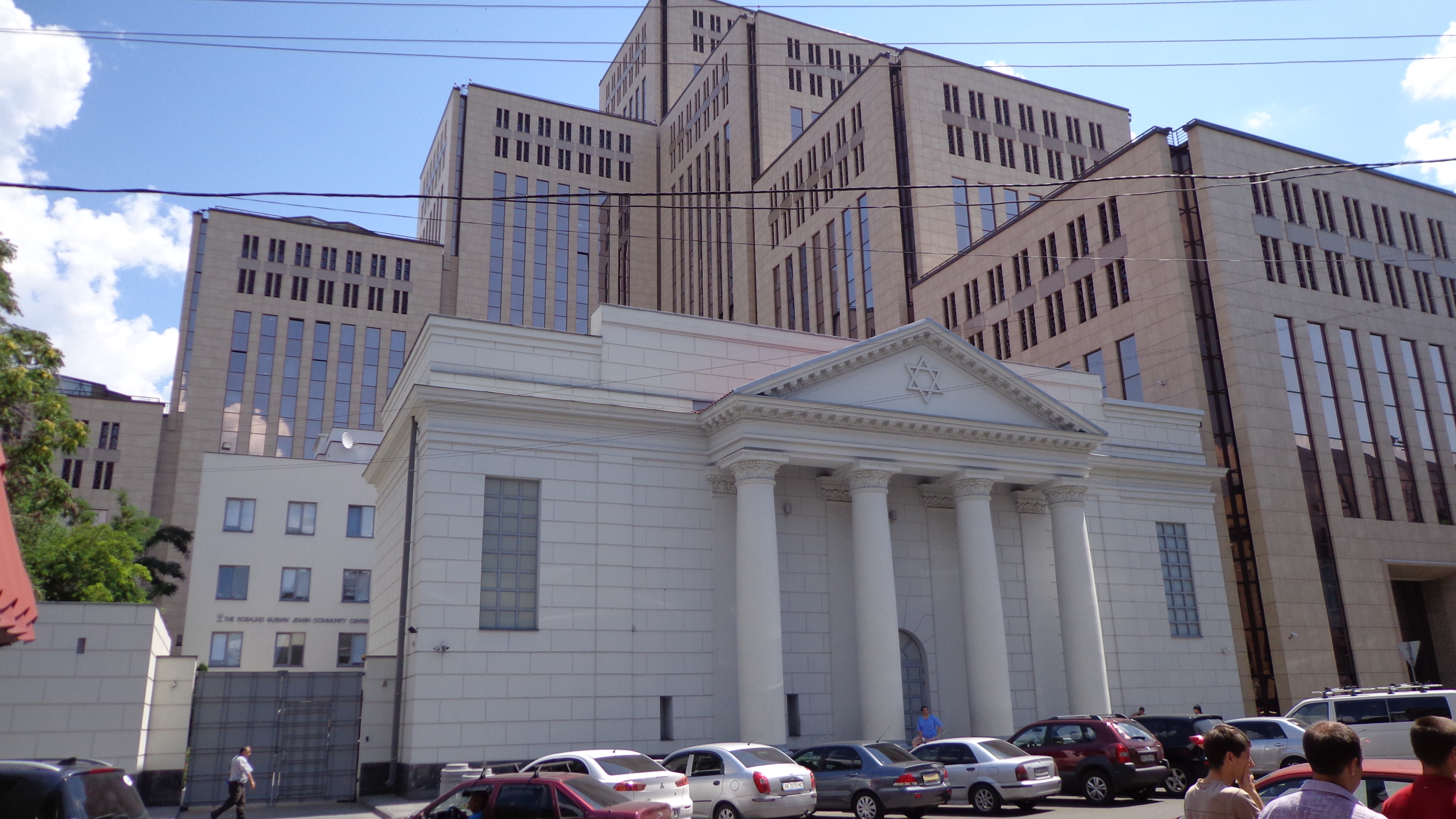
Menorah Center mit vorgeschobener Goldene-Rosen-Synagoge

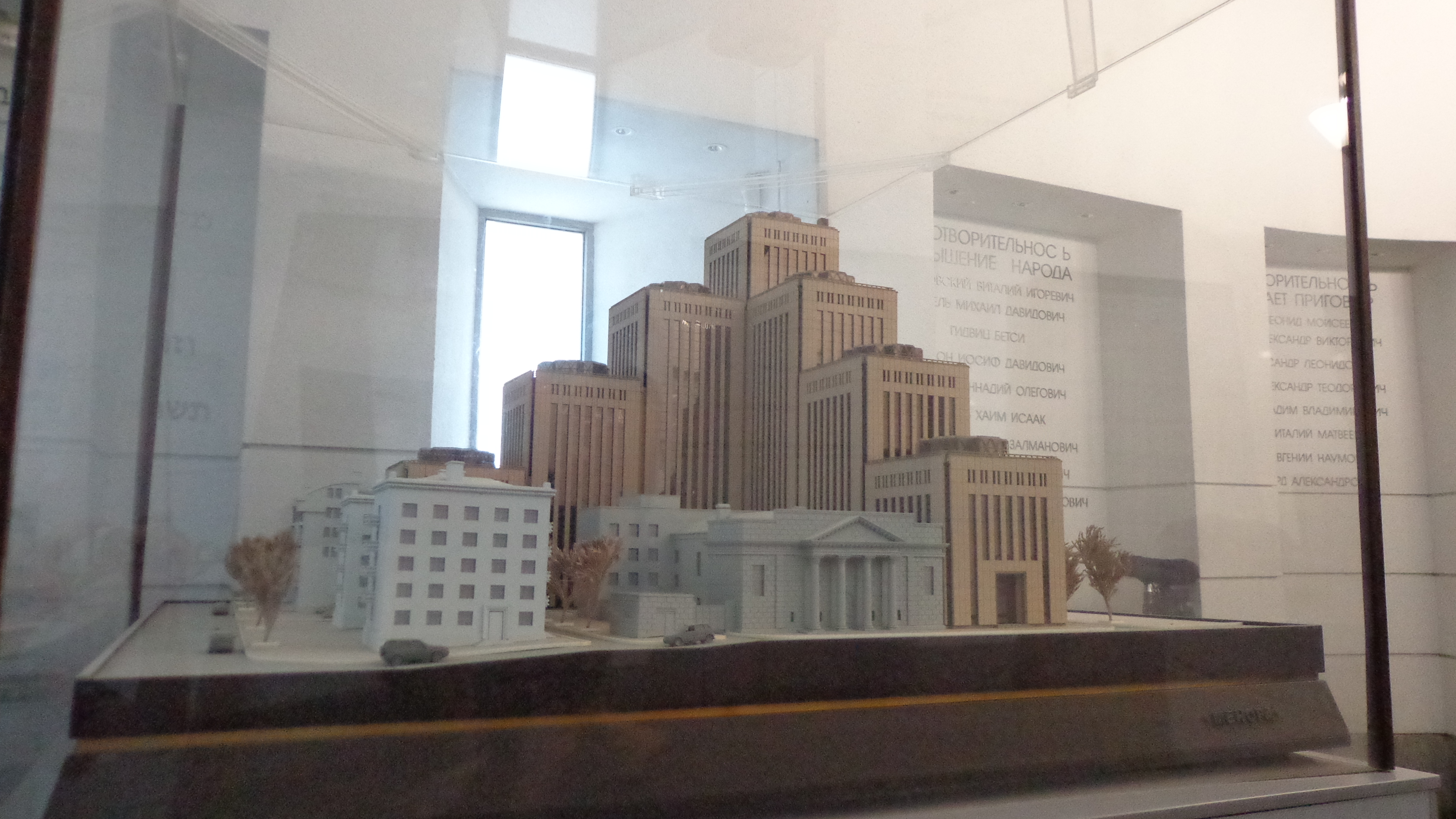
Modell des Menorah Center und der Goldene-Rosen-Synagoge

Das Menorah Center (russisch Еврейский общественный центр "Менора" kurz russisch Центр «Менора») ist ein am 21. Oktober 2012 eröffnetes multifunktionales jüdisches Kultur- und Geschäftszentrum in der ukrainischen Metropole Dnipro.
Das Center hat, an die namensgebende Menorah angelehnt, 7 Türme, welche die städtische Goldene-Rosen-Synagoge umgreifen. Es beheimatet ein Hotel, ein Hostel, eine Konzerthalle, eine Galerie, ein koscheres Restaurant und ein Museum zur "Jüdischen Geschichte und dem Holocaust in der Ukraine", darüber hinaus ein Geschäftszentrum, Schulen, einen Kindergarten und ein medizinisches Zentrum, das für Covid-19-Impfungen genutzt wurde. Es gilt mit seiner Gesamtfläche von 50.000 m² – wovon das eigentliche Bauwerk 32.000 m² einnimmt – als größtes jüdisches Zentrum der Welt. Es wird täglich von über 40.000 Menschen besucht.

## Finanzierung
Finanziert wurde der 60 Millionen US-Dollar teure Komplex unter anderem von Hennadij Boholjubow (hauptsächlich durch seine Bogolyubov Foundation) – Präsident der Jüdischen Gemeinde Dnipropetrowsk und Vorsitzender des Jüdischen Kongresses der Ukraine (engl. Ukrainian Jewish Congress) – und Ihor Kolomojskyj – Präsident der European Jewish Union und der United Jewish Community of Ukraine.